# Alois Hahn

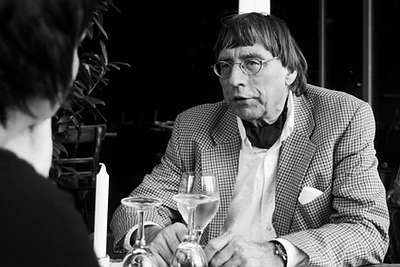
Alois Hahn, vor 2008

Alois Hahn (* 28. Juli 1941 in Salzkotten, Westfalen) ist ein deutscher Soziologe und Emeritus der Universität Trier seit 2010. Seine wissenschaftlichen Schwerpunkte sind Religionssoziologie, Soziologie des Körpers, der Beichte und der Biografie, Soziologie des Alltags und der Lebensführung.

## Leben
Alois Hahn legte 1961 sein Abitur am Friedrich-Harkort-Gymnasium zu Herdecke/Ruhr ab und wurde in die Studienstiftung des deutschen Volkes aufgenommen. Von 1961 bis 1963 studierte er Soziologie, Philosophie, Politologie und Nationalökonomie an der Albert-Ludwigs-Universität Freiburg im Breisgau, dann bis 1967 Soziologie, Philosophie, Völkerkunde und Nationalökonomie bei Theodor W. Adorno, Ludwig von Friedeburg, Jürgen Habermas, Thomas Luckmann und Friedrich Tenbruck (Soziologie); Eike Haberland, Jensen und Schmitz (Völkerkunde); Häuser und Sauermann (Volkswirtschaftslehre) an der Universität Frankfurt am Main. 1967 wurde er dort mit der Note summa cum laude bei Tenbruck, Habermas und Haberland zum Dr. phil. promoviert (Dissertation: Einstellungen zum Tod und ihre soziale Bedingtheit. Eine soziologische Untersuchung). Im gleichen Jahr heiratete er die Grundschullehrerin Erika Loll.
1967 bis 1971 wirkte er als Wissenschaftlicher Assistent am Soziologischen Seminar der Universität Tübingen und erhielt im WS 1970/71 einen Lehrauftrag für „Empirische Sozialforschung“ an der Hochschule für Verwaltungswissenschaften in Speyer. Von 1971 bis 1973 war er Dozent für Soziologie und Politik an der Pädagogischen Hochschule Esslingen/Neckar, erhielt 1971 (bis 1974) einen Lehrauftrag für Soziologie an der Universität Tübingen und habilitierte sich am 5. Februar 1973 an der Universität Tübingen für Soziologie (Habilitationsschrift: Systeme des Bedeutungswissens. Prolegomena zu einer Soziologie der Geisteswissenschaften, Gutachter: Friedrich Tenbruck und Friedhelm Neidhardt) und wurde Privatdozent.
Im Jahr 1973 wurde er nach Trier, Esslingen und auf eine C-4-Professur an die Universität der Bundeswehr Hamburg gerufen, was er alles ablehnte. 1974 folgte ein Ruf auf eine ordentliche Professur (H 4) an der Universität Trier-Kaiserslautern; ihn nahm er an und wurde am 20. Juni 1974 dort zum ordentlichen Professor für Soziologie ernannt. 1981 bis 1983 war er Dekan des Fachbereichs IV  und 2000–2004 „Ombudsmann zur Sicherung guter wissenschaftlicher Praxis“ der Universität. 1983 wurde ihm der Preis der Fritz-Thyssen-Stiftung „für den besten sozialwissenschaftlichen Aufsatz“ des Zeitschriftenjahrgangs 1982 für den Aufsatz Zur Soziologie der Beichte und anderer Formen institutionalisierter Bekenntnisse: Selbstthematisierung und Zivilisationsprozeß zuerkannt. 1983–1984 Forschungs- und Lehraufenthalt in Paris an der Maison des Sciences de l’Homme auf Einladung von Victor Karady und an der École Pratique des Hautes Études auf Einladung von Jacques Le Brun. Einen Ruf nach Bayreuth lehnte er 1985 ab.
Er lebte bis 1986 in Ratingen. Im März 1986 folgte ein Lehr- und Forschungsaufenthalt an der Pariser École des Hautes Études en Sciences Sociales auf Einladung von Pierre Bourdieu, 1987 dann Directeur d’Études Associé an der 5. Sektion der École Pratique des Hautes Études. 1991 erhielt er einen Ruf an die Universität Hamburg, den er ablehnte. 1992 wurde er zum Mitglied des Comité National des Centre National de la Recherche Scientifique (CNRS) ernannt, wirkte 1993 als Gastprofessor an der Clark University in Worcester (MA, USA) und wurde 1994 ordentliches Mitglied der Europäischen Akademie der Wissenschaften und Künste in Salzburg. Weitere ehrenvolle Aufgaben waren 1994 eine Gastprofessur an der Universität Paris I (Panthéon-Sorbonne), 1995 die Berufung als Professeur associé am Centre des Mouvements Sociaux (CEMS) an der École des Hautes Études in Paris, ferner die Mitgliedschaft in der Expertenkommission Romanistik der Landesrektorenkonferenz Baden-Württemberg im Rahmen der Fachentwicklungsplanung und ein Forschungsaufenthalt in den USA (Clark-University). 1997 wurde er Gutachter der Deutschen Forschungsgemeinschaft. 1999 wurde er Mitglied des Collège Doctoral des Universités de Strasbourg. 2002 hatte er die Otto-von-Freising-Gastprofessur an der Katholischen Universität Eichstätt-Ingolstadt inne. 2004/5 war Hahn Fellow des Wissenschaftskollegs zu Berlin. Im Jahr 2008 hatte er die Niklas-Luhmann-Gastprofessur der Fakultät für Soziologie der Universität Bielefeld inne.
Alois Hahn wurde zum Sommersemester 2009 emeritiert. Sein Nachfolger an der Universität Trier ist Martin Endreß.
Alois Hahn übernahm zusammen mit Hans-Georg Soeffner von 2009 bis 2011 die Leitung einer Arbeitsgruppe der „Geisteswissenschaftlichen Akademie“ der Studienstiftung des deutschen Volkes. Er war von 2009 bis 2010 an der Universität Luzern als Vertretungsprofessor tätig und wirkte 2010, 2011 und 2012 als Gastprofessor an der Universität Klagenfurt. Im Jahr 2015 erhielt er einen Lehrauftrag an der Universität Luzern.

## Veröffentlichungen
- Einstellungen zum Tod und ihre soziale Bedingtheit. Eine soziologische Untersuchung. Enke, Stuttgart 1968
- mit Hans Braun: Wissenschaft von der Gesellschaft. Entwicklung und Probleme. Alber, Freiburg (Breisgau)/München 1973, ISBN 978-3-495-47282-8.
- Zur Soziologie der Beichte und anderer Formen institutionalisierter Bekenntnisse. Selbstthematisierung und Zivilisationsprozess. in KZfSS Jg. 34, 1982, S. 407–434; wieder in Jürgen Friedrichs, Karl Ulrich Mayer, Wolfgang Schluchter (Hrsg.): Soziologische Theorie und Empirie. KZfSS. Westdeutscher Verlag, Opladen 1997, ISBN 3-531-13139-7 S. 150–177
- Mit Herbert Willems: Identität und Moderne. Suhrkamp, Frankfurt 1999
- Konstruktionen des Selbst, der Welt und der Geschichte. Aufsätze zur Kultursoziologie. Suhrkamp, Frankfurt 2000
- Erinnerung und Prognose. Leske & Budrich, Opladen 2003
- Das Glück des Gourmets. In: Alfred Bellebaum, Hans Braun (Hrsg.): Quellen des Glücks – Glück als Lebenskunst. Ergon, Würzburg 2004, S. 163–181
- Norm und Krise von Kommunikation. Lit, Berlin 2006.
- Soziologie der Emotionen, Universität Luzern, Kultur- und Sozialwissenschaftliche Fakultät, Soziologisches Seminar (Ed.). Luzern, 2010 (Workingpaper des Soziologischen Seminars 02/2010). urn:nbn:de:0168-ssoar-371647
- Körper und Gedächtnis. 1. Auflage. VS, Verlag für Sozialwiss. Wiesbaden 2010
- Soziologie der Liebe. In: Werner Schüßler, Marc Röbel (Hrsg.): Liebe – mehr als ein Gefühl: Philosophie – Theologie – Einzelwissenschaften. Ferdinand Schöningh, Paderborn 2016, S. 353–371
- Stadt – Land – Fluss. Sozialer Wandel im regionalen Kontext (zusammen mit: Waldemar Vogelgesang, Johannes Kopp und Rüdiger Jacob). Springer VS, Wiesbaden 2018
- Horizonte der Kommunikation. Springer VS, Wiesbaden 2024, https://doi.org/10.1007/978-3-658-42623-1.